# تشارلز غالاغير
تشارلز غالاغير هو سياسي كندي، ولد في 21 سبتمبر 1925 في كندا، وتوفي في 20 يونيو 2007. انتخب عضو الجمعية التشريعية لنيو برونزويك ‏ وانتخب Speaker of the Legislative Assembly of New Brunswick ‏ (1986 – 1987).